# Schumacher (Familienname)
Schumacher ist ein verbreiteter deutschsprachiger Familienname.

## Herkunft und Bedeutung
Der Name ist abgeleitet von der Berufsbezeichnung des Schuhmachers.

## Varianten
- Schuhmacher

## Namensträger
Eine bekannte Familie ist die Luzerner Patrizierfamilie Schumacher, siehe Schumacher (Patrizierfamilie).

### A
- Adolf Schumacher (Schauspieler) (1860–1913), deutscher Schauspieler, Sänger und Theaterdirektor
- Adolf Schumacher (Architekt) (1881–1944), deutscher Architekt und Baubeamter
- Aennchen Schumacher (1860–1935), deutsche Gastronomin und Liedsammlerin
- Albert Schumacher (Theologe) (1660–1743), deutscher Theologe
- Albert Schumacher (Konsul) (1802–1871), deutscher Kaufmann und Konsul
- Albert Schumacher (Politiker) (1844–1913), österreichischer Politiker, Bürgermeister von Salzburg
- Albert Schumacher (Botaniker) (1893–1975), deutscher Botaniker und Lehrer
- Alexander Schumacher (Pseudonyme Leo Ritter, Onkel Adolf; 1853–1932), dänischer Autor
- Alfred Schumacher (1922–2013), deutscher Bürgermeister und Heimatforscher
- Alois Schumacher (1839–1910), österreichischer Baumeister
- André Schumacher (* 1974), deutscher Reisejournalist und Fotograf
- Andrea Schumacher (* 1967), deutsche Filmeditorin und Drehbuchautorin
- Andreas Schumacher (Diplomat) (1726–1790), dänischer Beamter und Diplomat
- Andreas Schumacher (Schriftsteller) (1803–1868), österreichischer Schriftsteller
- Andreas Schumacher-Rust (* 1981), deutscher Autor und Verleger
- Andy Schumacher (* 1961/1962), deutscher Schlagzeuger und Schauspieler
- Anna Schumacher (* 1980), deutsche Schauspielerin
- Anni Schumacher (* 1988), deutsche Beachvolleyballspielerin
- Anton Schumacher (Obstbauer) (1874–1960), deutscher Obstbaupionier
- Anton Schumacher (* 1938), deutscher Fußballtorwart, siehe Toni Schumacher (Fußballspieler, 1938)
- Anton Schumacher von Marienfrid (1836–1918), österreichischer Buchhändler, Verleger und Politiker
- Arnold Schumacher (1889–1967), deutscher Ozeanograph
- Arnulf Schumacher (* 1940), deutscher Schauspieler
- August Schumacher (Schriftsteller) (August Heinrich Schumacher; 1790–1864), deutscher Pfarrer und Schriftsteller
- August Schumacher (Architekt, 1876) (1876–1956), deutscher Architekt und Baubeamter
- August Schumacher (Architekt, 1896) (1896–1960), deutscher Architekt
- Augustina Schumacher (1887–1945), deutsche Ordensgründerin

### B
- Beat Schumacher (* 1964), Schweizer Radrennfahrer
- Beatrice Schumacher (* 1963), Schweizer Historikerin
- Bernard Schumacher (1872–1932), deutscher Maler, Zeichner und Radierer
- Bernd Schumacher (Autor) (* 1952), deutscher Krimiautor
- Bernd Schumacher (Produzent) (* 1960), deutscher Fernsehproduzent
- Bernd Schumacher (Unternehmer) (* 1961), deutscher Moderator und Medienunternehmer
- Björn Schumacher (* 1975), deutscher Biologe und Hochschullehrer
- Brad Schumacher (* 1974), US-amerikanischer Schwimmer
- Bruno Schumacher (1879–1957), deutscher Historiker

### C
- Carl Schumacher (Politiker) (1799–1854), deutscher Richter und Abgeordneter
- Carl von Schumacher (1840–1917), bayerischer Generalmajor, Kommandant der Festung Ulm
- Carl Schumacher (Heimatforscher) (1875–1942), deutscher Lehrer und Heimatforscher
- Carl Schumacher (Astronom), deutscher Astronom
- Carl-Alfred Schumacher (1896–1967), deutscher Generalmajor und Politiker (GB/BHE, DP, CDU)
- Carl Georg Schumacher (1797–1869), deutscher Maler, Radierer und Lithograf
- Carl Wilhelm Schumacher (1731–1781), deutscher Botaniker
- Charlie Schumacher (* 1939), Schweizer Posaunist
- Christian Schumacher (Politiker) (1865–1948), deutscher Politiker (SPD)
- Christian Schumacher (Regisseur) (* 1964), deutscher Regisseur und Drehbuchautor
- Christina Schumacher (* 1967), Schweizer Soziologin und Dozentin
- Christoph Siegmund Schumacher (1704–1768), deutscher Astronom
- Claudia Schumacher (* 1986), deutsche Journalistin und Schriftstellerin
- Constantin Schumacher (* 1976), rumänischer Fußballspieler und -trainer
- Cora Schumacher (* 1976), deutsches Model und Rennfahrerin
- Cori Schumacher (* 1977), US-amerikanische Surferin
- Corinna Schumacher (* 1969), deutsche Westernreiterin

### D
- Dario Schumacher (* 1993), deutscher Fußballspieler
- David Schumacher (Ringer) (1931–2022), australischer Ringer
- David Schumacher (Filmproduzent) (* 1969), US-amerikanischer Filmproduzent und Musiker
- David Schumacher (Musiker) (* 1974), US-amerikanischer Jazzmusiker
- David Schumacher (Finanzwissenschaftler), Professor der Finanzwissenschaft an der McGill University
- David Schumacher (Rennfahrer) (* 2001), deutscher Automobilrennfahrer
- Dicky Schumacher (1863–1933), englischer Fußballschiedsrichter
- Dirk Schumacher (* 1975), deutscher Radiomoderator, Liedermacher und Songwriter
- Dieter Schumacher (* 1947), deutscher Fußballspieler
- Dorothee Schumacher (* 1966), deutsche Modedesignerin
- Dustin Schumacher (* 1991), deutscher Eishockeyspieler

### E
- Eckehart Schumacher-Gebler (1934–2022), deutscher Drucker und Professor für Druckkunst
- Eckhard Schumacher (* 1966), deutscher Literaturwissenschaftler
- Edgar Schumacher (1897–1967), Schweizer Offizier, Militärpädagoge und Schriftsteller
- Edmund von Schumacher (1859–1908), Schweizer Politiker
- Eduard Schumacher (1943–2014), Schweizer Ingenieur und Manager
- Edwin Schumacher (1900–nach 1954), deutscher Kapellmeister und Dirigent
- Elisabeth Schumacher (1904–1942), deutsche Grafikerin und Widerstandskämpferin
- Emil Schumacher (1912–1999), deutscher Maler
- Emil Schumacher-Kopp (1850–1927), Schweizer Chemiker
- Emil D. Schumacher (1880–1914), Schweizer Chirurg und Hochschullehrer
- Erich Schumacher (1908–1986), deutscher Theaterintendant
- Ernst Schumacher (Admiral) (1881–1952), deutscher Konteradmiral
- Ernst Schumacher (Parteifunktionär) (1896–1958), deutscher Schriftsetzer und Parteifunktionär (SPD)
- Ernst Schumacher (Maler, 1905) (auch Ernst Schumacher-Salig; 1905–1963), deutscher Maler und Grafiker
- Ernst Schumacher (Theaterwissenschaftler) (1921–2012), deutscher Theaterwissenschaftler und -kritiker
- Ernst Schumacher (Tiermediziner) (1922–1976), Schweizer Tiermediziner, Pharmakologe und Toxikologe
- Ernst Schumacher (Chemiker) (* 1926), Schweizer Chemiker und Hochschullehrer
- Ernst Schumacher (Maler, 1939) (* 1939), Schweizer Maler und Grafiker
- Ernst Friedrich Schumacher (1911–1977), britischer Ökonom
- Eugen Schumacher (Geologe) (1851–1922), deutscher Geologe
- Eugen Schumacher (Architekt) (1904–1965), deutscher Architekt
- Eva-Maria Schumacher (1935–2009), deutsche Bürgermeisterin

### F
- Fabian Schumacher (* 1987), österreichischer Fußballtorwart
- Felix von Schumacher (General) (1814–1894), Schweizer General
- Felix von Schumacher (Ingenieur) (1856–1916), Schweizer Bauingenieur, Konsul und Politiker
- Felix von Schumacher-Nager (1909–2002), Schweizer Jurist, Redakteur und Zeitungsgründer
- Felix Schumacher-Pastorini (* 1945/1946), Schweizer Geschäftsmann und Unternehmer
- Ferdinand Schumacher (1822–1908), deutsch-US-amerikanischer Unternehmer
- Franz Schumacher (Politiker) (1861–1939), österreichischer Jurist, Politiker und Schriftsteller
- Franz Xaver Moos-Schumacher (1819–1897), Schweizer Industrieller
- Franz Xaver Placidus von Schumacher (1755–1812), Schweizer Architekt, Topograf und Zeichner
- Friedrich Schumacher (General) (1872–1946), deutscher Generalmajor
- Friedrich Schumacher (Geologe) (1884–1975), deutscher Geologe
- Friedrich Schumacher (Entomologe) (1888–1934), österreichischer Insektenkundler
- Friedrich Schumacher (Architekt) (1905–1993), deutscher Architekt
- Friedrich Wilhelm Schumacher (Heraldiker), deutscher Historiker und Heraldiker
- Friedrich Wilhelm Schumacher (Landrat) (1786–1868), deutscher Landrat
- Fritz Schumacher (1869–1947), deutscher Architekt und Stadtplaner
- Fritz Schumacher (Architekt, 1950) (* 1950), Schweizer Architekt

### G
- Gebhard F. B. Schumacher (1924–2014), deutscher Frauenarzt, Reproduktionsmediziner, Immunologe, Chirurg und Hochschullehrer
- Georg Schumacher (Politiker, 1803) (1803–1877), deutscher Politiker, Bremer Senator
- Georg Schumacher (Politiker, 1844) (1844–1917), deutscher Politiker (SPD)
- Georg Schumacher (Politiker, 1936) (1936–2015), deutscher Schiffsmakler und Politiker (CDU), MdBB
- Georg Schumacher (Mathematiker) (* 1949), deutscher Mathematiker
- Georg Friedrich Schumacher (1771–1852), deutscher Lehrer
- George A. Schumacher (1912–2008), US-amerikanischer Neurologe
- Gerda Schumacher (* 1942), deutsche Badmintonspielerin
- Gert-Horst Schumacher (1925–2017), deutscher Anatom
- Gina-Maria Schumacher, Geburtsname von Gina-Maria Bethke (* 1997), deutsche Westernreiterin
- Gottlieb Schumacher (1857–1925), deutsch-amerikanischer Ingenieur, Architekt und Archäologe
- Götz Schumacher (* 1966), deutscher Pianist, siehe GrauSchumacher Piano Duo
- Guido Schumacher (* 1965), deutscher Judoka
- Günter Schumacher (* 1964), deutscher Radrennfahrer
- Günther Schumacher (* 1949), deutscher Radsportler
- Gus Schumacher (* 2000), US-amerikanischer Skilangläufer

### H
- Hajo Schumacher (* 1964), deutscher Journalist und Autor
- Hannes Schumacher (* 1987), deutscher Schauspieler
- Hanns Heinrich Schumacher (* 1948), deutscher Diplomat
- Hans Schumacher (Architekt) (1891–1982), deutscher Architekt
- Hans Schumacher (Jurist) (1907–1992), deutscher Jurist und Gestapomitarbeiter
- Hans Schumacher (Schriftsteller) (1910–1993), Schweizer Schriftsteller und Herausgeber
- Hans Schumacher (Germanist) (Hans W. Schumacher; 1931–2017), deutscher Germanist, Literaturwissenschaftler und Hochschullehrer
- Hans Schumacher (Badminton) (* 1941), deutscher Badmintonspieler
- Hans Schumacher (Fußballspieler) (1945–2000), deutscher Fußballspieler
- Hans-Harald Schumacher (1920–2008), deutscher Mediziner
- Hans-Hubert Schumacher (1889–1968), deutscher Zeitungsverleger
- Hans-Joachim Schumacher (1904–1985), deutscher Chemiker und Hochschullehrer
- Hans-Jürgen Schumacher (* 1957), deutscher Journalist und Autor
- Hans-Otto Schumacher (1950–2024), deutscher Kanute
- Hanspeter Schumacher (Künstler) (Schumi; * 1952), Schweizer Bildhauer, Objektkünstler und Zeichner
- Hanspeter Schumacher (Landschaftsarchitekt) (* 1956), Schweizer Landschaftsarchitekt und Botaniker
- Heidemarie Schumacher (* 1949), deutsche Medienwissenschaftlerin und Romanautorin
- Heiko Schumacher (* 1982), deutscher Baseballspieler
- Heinfried Schumacher (* 1953), deutscher Politiker (SPD)
- Heinrich Schumacher (Priester) (1883–1949), deutscher Priester, Hochschullehrer und Autor
- Heinrich Schumacher (Politiker, 1899) (1899–1982), deutscher Politiker (CNBLP, CDU)
- Heinrich Schumacher (General), deutscher Brigadegeneral
- Heinrich Schumacher (Politiker, 1922) (1922–2003), deutscher Politiker (CDU), MdBB
- Heinrich August Schumacher (1683–1760), deutscher Historiker und Pädagoge
- Heinrich Christian Schumacher (1780–1850), deutscher Astronom  und Geodät
- Heinrich Christian Friedrich Schumacher (1757–1830), deutscher Botaniker, Mediziner und Malakologe
- Heinrich Gerhard Schumacher (1695–1766), deutscher Rechtswissenschaftler und Politiker, Bürgermeister von Bremen
- Heinrich Vollrat Schumacher (Pseudonym Heinz Suter; 1861–1919), deutscher Schriftsteller
- Heinrich Walter Schumacher (1872–1941), Schweizer Architekt
- Helmut Schumacher (* 1941), deutscher Linguist
- Henri von Schumacher (* 1931), Schweizer Pädagoge, Psychologe, Künstler und Schriftsteller
- Hermann Schumacher (Nationalökonom) (1868–1952), deutscher Nationalökonom
- Hermann Albert Schumacher (Senator) (1808–1887), deutscher Richter und Politiker
- Hermann Albert Schumacher (1839–1890), deutscher Jurist und Historiker
- Hildegard Schumacher (1925–2003), deutsche Kinderbuchautorin
- Horst Schumacher (Historiker) (1929–1989), deutscher Historiker und Hochschullehrer
- Horst Schumacher (Linguist) (1930/1931–2011), deutscher Linguist und Hochschullehrer
- Horst Schumacher (Landschaftsarchitekt) (1955–2023), deutscher Landschaftsarchitekt und Hochschullehrer
- Hubert Schumacher (1896–1961), luxemburgischer Architekt, Urbanist und Maler
- Hubertus Schumacher (* 1952), österreichischer Jurist

### I
- Ida Schumacher (1894–1956), deutsche Komödiantin
- Ingeborg Schumacher (1936–2008), deutsche Schauspielerin
- Irene Woll-Schumacher (* 1943), deutsche Soziologin und Hochschullehrerin
- Irma Schumacher (1925–2014), niederländische Schwimmerin
- Isak Hermann Albrecht Schumacher (1780–1853), deutscher Politiker, Bürgermeister von Bremen
- Israel Schumacher (1908–1961), polnisch-israelischer Schauspieler

### J
- Jacques Schumacher (* 1933), niederländischer Fotograf
- Jane Schumacher (* 1988), deutsch-dänische Handballspielerin
- Jean-Pierre Schumacher (1924–2021), französischer Ordensgeistlicher
- Jens Schumacher (Fußballspieler) (* 1963), deutscher Fußballspieler
- Jens Schumacher (* 1974), deutscher Autor
- Joachim Schumacher (Autor) (1904–1984), deutscher Autor
- Joachim Schumacher (Fotograf) (* 1950), deutscher Fotograf
- Joel Schumacher (1939–2020), US-amerikanischer Regisseur, Drehbuchautor und Produzent
- Johann Schumacher (Politiker) (1812–1858), deutscher Politiker
- Johann Schumacher (Volleyballspieler) (* 1989), deutscher Volleyballspieler
- Johann Daniel Schumacher (1690–1761), russlanddeutscher Bibliothekar und Akademiesekretär
- Johann Jakob Schumacher (1701–1767), französisch-russischer Architekt
- Johann Ludwig Schumacher (1796–1855), deutscher Verwaltungsjurist und Politiker
- Jörg Schumacher (* 1959), deutscher Luftfahrtunternehmer
- Josef Schumacher (Politiker, 1841) (1841–1904), deutscher Jurist und Politiker, MdL Preußen
- Josef Schumacher (Politiker, 1855) (1855–1908), deutscher Politiker (VP), MdL Württemberg
- Josef Schumacher (Landeshauptmann) (1894–1971), österreichischer Beamter, Landeshauptmann von Tirol
- Josef Schumacher (Maler) (1927–1985), westfälischer Maler
- Josef Schumacher (Kanute), deutscher Kanute
- Josef Schumacher (Badminton), deutscher Badmintonspieler
- Josef Schumacher-Uttenberg (1793–1860), Schweizer Politiker (FDP)
- Josef Anton Schumacher (1677–1735), Zuger Stabführer und Landammann
- Joseph Schumacher (Medizinhistoriker) (1902–1966), deutscher Mediziner und Medizinhistoriker
- Joseph Schumacher (Theologe) (1934–2020), deutscher Theologe
- Joseph Anton Schumacher (1773–1851), Schweizer Staatsmann und Militär
- Joseph Gaspard Schumacher (1776–1847), Schweizer Militär
- Jossele Schumacher (* 1952), siehe Jossele-Schumacher-Affäre
- Julius Schumacher (1827–1902), deutscher Fabrikant

### K
- Kai Schumacher (* 1979), deutscher Pianist
- Karin Schumacher (Therapeutin) (* 1950), österreichisch-deutsche Musiktherapeutin und Hochschullehrerin
- Karin Schumacher (Biologin) (Karin Gertrud Schumacher; * 1966), deutsche Biologin und Hochschullehrerin
- Karl Schumacher (1860–1934), deutscher Lehrer und Archäologe
- Karl von Schumacher (1894–1957), Schweizer Journalist und Chefredaktor
- Karl Schumacher (Unternehmer) (?–1966), deutscher Unternehmer und Firmengründer
- Karl Schumacher (Politiker) (1926?–2006), deutscher Politiker (CDU)
- Karl-August Schumacher (1896–1967), deutscher Generalmajor und Politiker (DP, CDU), siehe Carl-Alfred Schumacher
- Karlheinz Schumacher (* 1944), deutscher neuapostolischer Geistlicher
- Katja Schumacher (* 1968), deutsche Triathletin
- Katrin Schumacher (* 1974), deutsche Literaturwissenschaftlerin und Journalistin
- Kevin Schumacher (* 1997), deutscher Fußballspieler
- Klaus Schumacher (Politiker, 1937) (1937–2010), deutscher Kommunalpolitiker, Oberkreisdirektor des Landkreises Soltau
- Klaus Schumacher (Politiker, 1957) (* 1957), deutscher Kommunalpolitiker, Bürgermeister von Sankt Augustin
- Klaus Schumacher (Regisseur) (* 1965), deutscher Theaterregisseur
- Konrad Daniel Schumacher (1736–1806), deutscher lutherischer Geistlicher
- Kurt Schumacher (1895–1952), deutscher Politiker (SPD)
- Kurt Schumacher (Bildhauer) (1905–1942), deutscher Bildhauer
- Kurt Schumacher (Manager) (1918–nach 1972), deutscher Industriemanager
- Kurt Schumacher (1920–1992), deutscher Opernsänger (Bariton), siehe Marcel Cordes
- Kurt Schumacher (Musiker) (* 1927), deutscher Violinist und Bratschist
- Kurt Schumacher (Komponist) (* 1963), deutscher Komponist und Publizist

### L
- Laura-Jo Schumacher (* 1976), deutsche Schauspielerin und Theaterregisseurin
- Leonhard Schumacher (* 1944), deutscher Althistoriker
- Liane Schumacher, deutsche Fußballspielerin der 1980er Jahre
- Lorenz Plazid Schumacher (1735–1764), Schweizer hingerichteter Verschwörer
- Ludwig Schumacher (1594–1639), Schweizer Staatsmann und Militär
- Ludwig Schumacher (Fabrikant) (?–1969), deutscher Fabrikant
- Ludwig Schumacher (Bildhauer) (* 1944), deutscher Bildhauer
- Ludwig von Moos-Schumacher (1817–1898), Schweizer Industrieller
- Lutz Schumacher (* 1968), deutscher Journalist und Medienmacher

### M
- Mandy Schumacher (* 1976), deutsche Politikerin (SPD), Bürgermeisterin der Hansestadt Gardelegen
- Manfred Schumacher (Politiker, 1926) (1926–1977), deutscher Politiker (SPD)
- Manfred Schumacher (Politiker, 1938) (* 1938), deutscher Apotheker, DRK-Funktionär und Politiker
- Maren Schumacher (* 1966), deutsche Schauspielerin
- Marguerita Schumacher (* 1982), deutsche Schauspielerin
- Martin Schumacher (Physiker) (1937–2024), deutscher Physiker und Hochschullehrer
- Martin Schumacher (Historiker) (* 1939), deutscher Historiker
- Martin Schumacher (Politiker) (* 1945), deutscher Politiker (FDP)
- Martin Schumacher (Statistiker) (* 1950), deutscher Statistiker und Hochschullehrer
- Martin Schumacher (Maler) (1971–1989), deutscher Maler und Graphiker
- Marcel Schumacher (Fußballspieler), französischer Fußballspieler
- Marcel Schumacher (* 1976), deutscher Kunsthistoriker
- Mathias Schumacher (1893–1966), deutscher Bildhauer
- Meinolf Schumacher (* 1954), deutscher Literaturwissenschaftler und Mediävist
- Michael Schumacher (* 1957), deutscher Architekt und Hochschullehrer, siehe Schneider + Schumacher
- Michael Schumacher (Choreograf) (* 1961), US-amerikanischer Tänzer und Choreograf
- Michael Schumacher (* 1969), deutscher Automobilrennfahrer
- Michael Fritz Schumacher (* 1982), deutscher Schauspieler
- Mick Schumacher (* 1999), deutscher Automobilrennfahrer
- Minna Schumacher-Köhl (1883–1970), deutsche Oberlehrerin, Politikerin (Zentrum), Publizistin sowie Funktionärin verschiedener katholischer Frauenverbände

### N
- Nicole Schumacher (* 1979), deutsche Fußballschiedsrichterin

### O
- Oliver Schumacher (Journalist) (* 1961), deutscher Journalist und politischer Beamter
- Oliver Schumacher (Autor) (* 1973), deutscher Verkaufstrainer, Vortragsredner und Autor
- Oskar Schumacher (1894–1942), österreichischer Anatom
- Oswald Schumacher (* 1944), deutscher Fußballspieler
- Otto Schumacher (Widerstandskämpfer) (1909–??), deutscher Widerstandskämpfer, siehe Personen der „Roten Kapelle“ #S
- Otto Schumacher-Hellmold (1912–2006), deutscher Journalist und Politiker, Bürgermeister von Bonn
- Otto Schumacher-Wandersleb (1925–1996), deutscher Arzt und Verbandsfunktionär

### P
- Pascal Schumacher (* 1979), luxemburgischer Vibraphonist, Komponist und Bandleader
- Patrik Schumacher (* 1961), deutscher Architekt, Architekturprofessor und Architekturtheoretiker
- Paul Schumacher (Komponist) (1848–1891), deutscher Komponist
- Paul Schumacher (Eisenbahningenieur) (um 1850–1927), deutscher Eisenbahningenieur
- Peder Schumacher Griffenfeld (1635–1699), dänischer Staatsmann
- Peter Schumacher (Bischof) (1839–1902), deutscher Geistlicher und Missionar, Bischof von Portoviejo
- Peter Schumacher (Bildhauer) (1864–nach 1943), deutscher Bildhauer
- Peter Schumacher (Pastor) (1878–1950), deutscher Pastor
- Peter Schumacher (Politiker) (1885–nach 1933), deutscher Politiker (Zentrum)
- Peter Schumacher (Metallurg) (* 1964), österreichischer Metallurg und Hochschullehrer
- Peter Schumacher (Medienwissenschaftler) (* 1970), deutscher Journalist und Hochschullehrer
- Peter Schumacher (Fotograf) (* 1976), deutscher Fotograf
- Peter Schumacher (Kanute), deutscher Kanute
- Peter E. Schumacher (1941–2013), deutscher Publizist und Aphorismensammler
- Petra B. Schumacher, deutsche Sprachwissenschaftlerin
- Philipp Schumacher (Maler) (1866–1940), deutscher Maler
- Philipp Schumacher (Eishockeyspieler) (* 1979), deutscher Eishockeyspieler

### R
- Ralf Schumacher (* 1975), deutscher Autorennfahrer
- Ralph Schumacher (* 1964), deutscher Verhaltenswissenschaftler, Philosoph und Hochschullehrer
- Ralph Schumacher (Journalist) (* 1961), deutscher Fernsehjournalist
- Rita Schumacher (Schwimmerin) (* 1937), deutsche Schwimmerin
- Rita Schumacher (Fußballspielerin) (* 2000), deutsche Fußballspielerin
- Robert Schumacher (Politiker, 1804) (1804–1887), deutscher Jurist und Politiker, Landtagsabgeordneter in Waldeck-Pyrmont
- Robert Schumacher (Bildhauer) (1908–1982), Schweizer Bildhauer
- Robert Schumacher (Politiker, 1936) (1936–1995), deutscher Politiker der SPD, MdL NRW
- Rolf Schumacher (Diplomat) (* 1943), deutscher Diplomat
- Rolf Schumacher (Dirigent) (* 1959), Schweizer Dirigent und Orchestergründer
- Rolf Schumacher (Politiker) (* 1961), deutscher Kommunalpolitiker
- Rolf Schumacher (Ministerialdirektor) (* 1965), deutscher Ministerialdirektor
- Rudolf Schumacher (Theologe) (1884–1948), deutscher katholischer Geistlicher und Theologe
- Rudolf Schumacher (1908–2011), deutscher Turner

### S
- Samuel Schumacher (1640–1701), Schweizer evangelischer Geistlicher und Pietist
- Sandra Schumacher (* 1966), deutsche Radrennfahrerin
- Sandrino Braun-Schumacher (* 1988), deutscher Fußballspieler
- Siegfried Schumacher (1926–2018), deutscher Kinderbuchautor
- Siegmund Schumacher (Siegmund Schumacher von Marienfried; 1872–1944), österreichischer Histologe und Embryologe
- Sören Schumacher (* 1976), deutscher Politiker (SPD), MdHB
- Stefan Schumacher (Sprachforscher) (* 1963), österreichischer Sprachwissenschaftler, bekannt als Experte für  tyrsenische Sprachen
- Stefan Schumacher (* 1981), deutscher Radrennfahrer
- Stefanie Schumacher (* 1976), deutsche klassische Akkordeonistin
- Steven Schumacher (* 1984), englischer Fußballspieler
- Susanna Schumacher, Geburtsname von Susanna Ohlen

### T
- Theodor Schumacher (1870–1920), deutscher Nahrungsmittelchemiker
- Thiago Schumacher (* 1986), brasilianischer Fußballspieler
- Thomas Schumacher (Sozialpädagoge) (* 1959), deutscher Sozialpädagoge
- Thomas Schumacher (Theologe) (* 1966), deutscher Theologe
- Thomas Schumacher (Musiker) (* 1972), deutscher Musikproduzent
- Thomas Schumacher (Schauspieler) (* 1983), deutscher Schauspieler
- Thorsten Schumacher, deutscher Filmproduzent
- Till Schumacher (* 1997), deutscher Fußballspieler
- Tina Schumacher (* 1978), Schweizer Eishockeyspielerin
- Tom Schumacher (* 1987), luxemburgischer Basketballspieler
- Ton N. Schumacher (* 1965), niederländischer Krebsforscher
- Toni Schumacher (Fußballspieler, 1938) (Anton Schumacher; * 1938), deutscher Fußballtorwart
- Toni Schumacher (Fußballspieler, 1954) (Harald Anton Schumacher; * 1954), deutscher Fußballtorwart
- Tony Schumacher (1848–1931), deutsche Kinderbuchautorin
- Tony Schumacher (Rennfahrer) (* 1969), US-amerikanischer Top-Fuel-Dragsterfahrer, achtfacher NHRA-Champion
- Trond Schumacher (* 1949), norwegischer Pilzkundler

### U
- Udo Schumacher (1956–2024), deutscher Anatom
- Ulrich Schumacher (Kunsthistoriker) (1942–2021), deutscher Kunsthistoriker und Museumsdirektor
- Ulrich Schumacher (* 1958), deutscher Ingenieur und Industriemanager
- Ulrike Schumacher (1951–2003), deutsche Politikwissenschaftlerin
- Ursula Schumacher (* 1979), deutsche Theologin und Hochschullehrerin
- Uwe Schumacher (* 1938), deutscher Physiker und Hochschullehrer

### W
- Walter Schumacher (Botaniker) (1901–1976), deutscher Botaniker und Hochschullehrer
- Walter Schumacher (Politiker, 1902) (1902–??), deutscher Politiker (NSDAP)
- Walter Schumacher (Fußballspieler) (* 1926), deutscher Fußballspieler
- Walter Schumacher (Politiker, 1950) (* 1950), deutscher Politiker (SPD)
- Walter Nikolaus Schumacher (1913–2004), deutscher Archäologe
- Werner Schumacher (Mediziner) (1920–2000), deutscher Radiologe
- Werner Schumacher (Schauspieler) (1921–2004), deutscher Schauspieler
- Werner Schumacher (Politiker) (1932–1990), deutscher Politiker (CDU)
- Werner Schumacher (Fußballtrainer) (1935–2013), deutscher Fußballtrainer
- Wilhelm Schumacher (Herausgeber) (1800–1837), deutscher Schriftsteller und Zeitungsverleger
- Wilhelm Schumacher (Agrarwissenschaftler) (1834–1888), deutscher Acker- und Pflanzenbauwissenschaftler
- Wilhelm Schumacher (Architekt) (1881–1959), deutscher Architekt
- Wolfgang Schumacher (Botaniker) (1944–2023), deutscher Geobotaniker und Hochschullehrer
- Wolfgang Schumacher, eigentlicher Name von Malte Thorsten (* 1951), deutscher Schauspieler
- Wolfgang Schumacher (Politiker) (* 1959), deutscher Politiker
- Wolrad Schumacher (1793–1862), deutscher Verwaltungsbeamter und Politiker in Waldeck